# Arboga Weckoblad (1855)
Arboga Weckoblad var en dagstidning utgiven en dag i veckan från den 21 december 1855 till den 25 juni 1858. Numret den 21 december 1855 var ett provnummer och regelbundet började tidning ges ut 1856.

## Historia
Tidningen startades efter att Nya Weckobladet i Arboga  lades ner den 14 december 1855. Utgivningsbevis för tidningen utfärdades den 15 december 1855 för boktryckaren Pehr Elias Norman, som för tredje gången flyttat sitt tryckeri till Arboga. Efter tidningens upphörande  1858 flyttade Norman till Norrtelje, där han avled den 25 juli 1864. 
Tidningen trycktes hos  P. E. Norman med frakturstil och antikva. Tidningen kom ut fredagar med 4 sidor i folioformat och 2 spalter med måtten 29,6 -20 x 14 - 17,3 cm på satsytan till 1857 och sedan 3 spalter på 33,5 x 18,6 cm satsyta 1858. Tidningen kostade 2 riksdaler 32 skilling banko 1856, 2 riksdaler banko 1857 och 2 riksdaler 50 öre 1858.